# 罗斯福广场 (圣保罗)
23°32′55″S 46°38′48″W / 23.5487°S 46.6466°W

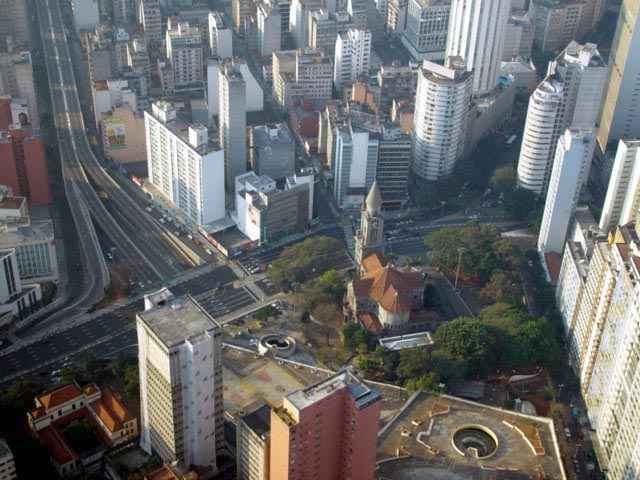
罗斯福广场

罗斯福广场（Praça Roosevelt）是巴西圣保罗的一个广场，于1968年开始建设，1970年竣工。 经过数十年的衰落，广场于2011-12年翻新， 第二次翻新工程于2014年11月完成，扩建了滑板公园。
罗斯福广场位于圣保罗中央区的安慰街（Rua da Consolação）与奥古斯塔街（Rua Augusta）之间，明霍乔（Minhocão）高架桥的起点。